# Krkonošské muzeum Jilemnice
Krkonošské muzeum Jilemnice je muzejní institucí, sídlící v krkonošském městě Jilemnici. Jeho zřizovatelem je Správa Krkonošského národního parku a na provoz přispívá Město Jilemnice. Nachází se v budovách zámku čp. 75, pivovaru čp. 1 a zahradním domku.

## Historie
Muzeum se začalo formovat v době mezi Jubilejní zemskou výstavou v Praze v roce 1891 a Národopisnou výstavou českoslovanskou v Praze v roce 1895. V roce 1891 proběhla v Jilemnici výstava starožitností nasbíraných Rudolfem Kazdou, kdy výtěžek z vybraného vstupného měl být věnován na pořízení skříně k uložení předmětů pro vznikající muzeum. V odboru Národopisné výstavy českoslovanské o rok později zasedli spisovatel a učitel Josef Šír, hraběcí lesmistr Ludvík Šmíd, purkmistr František Jerie a učitel Jáchym Metelka, majitel panství Jan Nepomuk hrabě Harrach byl zpočátku předsedou přípravného výboru výstavy.
V roce 1894 proběhla místní národopisná výstava, vznikl muzejní a historický odbor. Za expozici na Národopisné výstavě českoslovanské v Praze získal odbor pochvalný diplom a bronzovou medaili. V roce 1899 se muzeum přestěhovalo ze stávajících prostor staré radnice do budovy nové školy, kde se jeho správcem stal ředitel školy Jáchym Metelka. Zde bylo umístěno do roku 1911, kdy bylo přestěhováno do nové radnice. Po zřízení reálného gymnázia, kterému byly provizorně vyhrazeny právě prostory nové radnice, se muzeum přestěhovalo do spořitelny. V roce 1916 se muzeum kvůli rekonstrukci spořitelny přestěhovalo do půdních a sklepních prostor staré radnice, kde však hrozilo sbírkám poškození a zánik. Záhy však získalo sál v budově děkanství, kde přečkalo zbytek války.
V roce 1926 se přestěhovalo opět do staré radnice. Expozice zatím nevyčnívaly z průměru, ale již v roce 1929 začalo budování nových. Otevřené byly v roce 1932, kdy název instituce zněl již Krkonošské muzeum. Vznikla zde historicko-etnografická expozice. Muzeum mělo stanovenou pevnou otevírací dobu a vstupné. Připravovaly se expozice lyžování, národního osvobození a galerie. Hospodářská krize a blížící se válka však odváděli pozornost a finance od muzea. V roce 1939 převzal správu muzea Jaromír Horáček. Ten se později stal prvním placeným pracovníkem muzea, jednalo se především o snahu pomoci perzekvovanému učiteli. Po válce muzeum bohužel nezajistilo inventář konfiskovaného zámku, který byl z části zničen, odvezen nebo prodán. V té době přišel konzervátor památkové péče Jindřich Ambrož s myšlenkou přestěhovat muzeum právě do zámecké budovy. Disponovalo obsáhlou a kvalitní sbírkou, ale prostory byly přeplněné a nevyhovující. Přestěhovalo se až v roce 1953.
Nejdříve zde byl správcem Zdeněk Kaván. V roce 1955 ho vystřídal Otto Kočí, který vytvořil vzorovou vlastivědnou expozici, jenž se částečně dochovala v patře zámku. V roce 1956 byla otevřena Kavánova galerie a v roce 1960 vznikla expozice dělnického hnutí, okupace a nejnovějších dějin. Uskutečnila se řada výstav, zejména z oblasti výtvarného umění. Tehdejší expozice byly na svou dobu na dobré úrovni. Objekt však nebyl v příliš dobrém stavu. V 60.–70. letech byli řediteli Zdeněk Kučera a Miroslav Veselý.
V roce 1977 převzal vedení muzea PaedDr. Jan Luštinec. V roce 1979 přešlo od města pod Správu Krkonošského národního parku. Zůstalo však umístěné v budově zámku ve vlastnictví města. V roce 1983 byla otevřena první stálá lyžařská expozice. V následujících letech se pak výrazně zvýšila návštěvnost. Období po revoluci přineslo nové možnosti a rozvoj muzea. Začal být využíván také bývalý pivovar, jehož část od města získala Správa Krkonošského národního parku a vznikly výstavní prostory. Později byla budova opravena a vznikla zde nová lyžařská expozice Bílou stopou – kapitoly z dějin českého lyžování do roku 1938. V roce 2011 byla otevřena zámecké expozice Ze života českého kavalíra. Následky finanční krize však způsobily muzeu existenční problémy a od roku 2013 na jeho provoz přispívá město Jilemnice. V roce 2019 byl otevřen městem zrekonstruovaný zahradní domek s novými expozicemi Kostel svaté Alžběty a Jan hrabě Harrach a zahradnictví. Ve stejném roce převzal vedení Bc. David Ulrych.

## Stálé expozice
- Historie a národopis západních Krkonoš (umístěna v zámku čp. 75) – historicko-etnografická expozice, sledující vývoj v západních Krkonoších od příchodu prvních obyvatel ve 13. století, přes založení Jilemnice jako hospodářského střediska pro štěpanické panství až po současnost. Bohatý a ucelený soubor vystavených unikátů představuje například kolekce pohřebních cechovních štítů z 1. poloviny 19. století, soubor lidových betlémů (kde čestné místo zaujímá mechanický betlém Jáchyma Metelky), kolekce lidového nábytku, jedinečná 200 let stará ručně předená lněná příze (296 m vlákna váží pouze 1 gram!) nebo sbírka krkonošské fauny.
- Ze života českého kavalíra (umístěna v zámku čp. 75) – Zámecká expozice přibližuje rod Harrachů, především Jana Nepomuka hraběte Harracha (1828–1909), který se zasloužil o rozvoj české kultury a hospodářství. Lze si prohlédnout chodbu, předpokoj, pracovnu, ložnici, pánský salon, dámský budoár, jídelnu a koupelnu.
- Kavánova galerie (umístěna v zámku čp. 75) – Založena byla roku 1956 u příležitosti nedožitých 90. narozenin Františka Kavána (1866–1941). Malíř se narodil ve Víchovské Lhotě u Jilemnice a rodný kraj zůstal trvale zapsán v jeho duši i díle. V letech 1889–95 studoval na pražské malířské akademii u Julia Mařáka. Pod jeho vedením rychle vyrostl v prvořadého krajináře a většina děl z té doby patří dnes ke zlatému fondu české krajinomalby. Slavný Podmrak malovaný ve Víchovské Lhotě roku 1894 byl o šest let později na Světové výstavě v Paříži oceněn zlatou medailí. Muzeum vlastní přibližně 90 děl tohoto předního českého krajináře.
- Bílou stopou aneb kapitoly z dějin českého lyžování do roku 1938 (umístěna v pivovaru čp. 1) – expozice uvádí velmi dobrou pozici našich českých i německých lyžařů v celoevropských souvislostech. Zachycuje vývoj lyžování na českém území od doby, kdy hrabě Harrach roku 1892 nechal dovézt první páry lyží pro svou lesní správu, až po rok 1938. Součástí stálé výstavy jsou figuríny v dobovém lyžařském oděvu, nejstarší dochované lyže, několikeré sáně včetně typicky krkonošských řiditelných rohaček, desítky černobílých i kolorovaných snímků z konce 19. století, medaile nebo promítání sedmiminutové filmové smyčky, zachycující lyžařské závody v Jilemnici roku 1926.
- Kostel sv. Alžběty (umístěna v zahradním domku) – Nejstarší doložená stavba v Jilemnici stála v místech dnešního zahradního domku. Gotický kostel pocházející z 2. poloviny 13. století vyhořel v roce 1788, stavba prošla zajímavým historickým a stavebním vývojem, stala se také pohřebištěm některých majitelů panství (Valdštejnové, Harantové).
- Jan hrabě Harrach a zahradnictví (umístěna v zahradním domku) – V 1. polovině 19. století vznikl na místě kostela sv. Alžběty zahradní domek. Expozice připomíná působení někdejšího majitele panství v oboru zahradnictví (vývoj zámeckého parku, úspěchy hraběcích zahradníků, krkonošské zahrádky).

Stálé expozice doplňuje každoročně řada výstav a doprovodných akcí.

## Sbírky, archiv, knihovna
Sbírkový fond je tvořen téměř 14 000 inventárními čísly. Sbírky jsou především z oblasti historie, etnografie, zimního sportu, fotografie a výtvarného umění. Muzeum sbírky rozšiřuje, ošetřuje a odborně zpracovává. Spravuje také vlastní archiv a odbornou knihovnu.

## Odborná a publikační činnost
Muzeum vyřizuje množství badatelských dotazů a spolupracuje při přípravě publikací, televizních a rozhlasových vysíláních. Pracovníci přispívají do odborných periodik, časopisů a tisku. Muzeum se prezentuje také na webových stránkách a facebooku.

## Návštěvnost
Roční návštěvnost se zpravidla pohybuje kolem 20 000 lidí.

## Zámecký areál
Samotný areál má dlouhou a bohatou historii. Již ve 2. polovině 13. století zde stál gotický kostel svaté Alžběty. Pravděpodobně se zde již tehdy nacházela tvrz patřící Valdštejnům. V písemných pramenech je doložena v roce 1492. V 1. třetině 16. století získali tvrz páni z Újezdce a Kúnic. V 2. polovině 16. století je vystřídali Křinečtí z Ronova, kteří nechali tvrz přestavět na renesanční zámek. V roce 1637 se majiteli stali Harantové z Polžic a Bezdružic, kteří upravili zdejší zámecký park. V roce 1701 zakoupili areál Harrachové, kteří postavili v 1. polovině 18. století barokní pivovar, sýpky a upravili zámek. Po vyhoření kostela svaté Alžběty v roce 1788 postavili na jeho místě v 1. polovině 19. století klasicistní a v areálu přibyla také úřednická budova. Na sklonku 19. století byl zámek přestavěn v neorenesančním slohu a park upraven v anglickém stylu. V roce 1945 byl zámek Harrachům zkonfiskován na základě tzv. Benešových dekretů. Majitelem se stalo město Jilemnice. V současnosti zde sídlí Krkonošské muzeum v Jilemnici a Městská knihovna Jaroslava Havlíčka, část objektů využívá Společenský dům Jilm a Informační centrum mládeže a některé objekty slouží jako sklady a byty.